# 琉球政府公務員

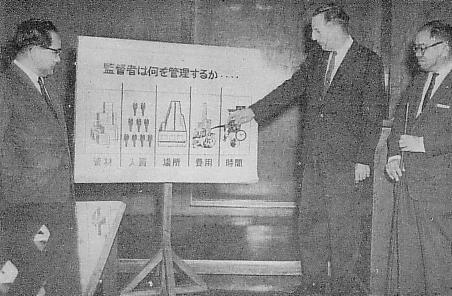
米国民政府による琉球政府公務員の研修

琉球政府公務員（りゅうきゅうせいふこうむいん）は、琉球政府に勤務し、その勤務に対する反対給付として、報酬、給料、手当などを受けている者をいう。

## 職による区分
一般職と特別職に分けられ、一般職には琉球政府公務員法（1953年立法第4号）が適用される。

### 一般職
特別職に属する職以外の公務員の一切の職を包含する。一般職は職階制に基づき、各々の職種・職級に分類された。
国家公務員の場合、国会職員や裁判所職員は職種に関係なく特別職であるが、立法院や裁判所の事務職員などは一般職である。

### 特別職
以下の職などが該当する。（1972年時点）
- 行政主席
- 行政副主席
- 復帰準備委員会の顧問代理
- 局長
- 行政主席専属秘書
- 立法院議長専属秘書
- 各労働委員会委員
- 就任について選挙によることを必要とし、あるいは立法院の議決または同意によることを必要とする職員（立法院議員・各行政委員会委員など）
- 判事
- 上訴裁判所事務局長
- 上訴裁判所首席判事専属秘書
- 執達吏（現在の執行官に相当）
- 立法院議員の秘書

## 公務員の任命

### 採用試験
採用試験は人事委員会が行う。その試験後に人事委員会は採用候補者名簿を作成する。そこには合格点以上を得た者の氏名及び得点がその得点順に記載されている。
人事委員会は、作成した名簿のうちから任命権者に採用すべき者1人につき高点順の志望者5名を提示し、任命権者はこの中から所要の職員を採用する。

### 任命権者
琉球政府公務員に任命する権限を持つ者を任命権者という。
- 行政主席
- 立法院議長
- 琉球上訴裁判所首席判事
- その他法令で定められた者

### 給与・勤務条件
給与や手当、勤務条件の内容は法令に定められている。琉球政府公務員は、職務の特殊性から労働基本権を制限される。その代わりに人事委員会によって民間の賃金や経済状況を勘案の上、給与の勧告を行うことになっている。